# 마스터탑 항공
마스터탑 항공(영어: Master Top Airlines, 포르투갈어: Master Top Linhas Aéreas Ltda)은 브라질의 화물 항공사로 총 4개 노선을 취항하고 있다. 본사는 브라질 상파울루에 위치해 있으며 주로 상파울루와 마나우스, 보고타, 마이애미에 화물 노선을 취항하고 있다. 또한 전세편 항공사도 운항하고 있다. 상파울루 구아룰류스 국제공항이 허브 공항으로 2006년에 설립했다.

## 보유 기종
- 2011년 11월 기준으로 마스터탑 항공은 다음과 같은 기종을 보유하고 있다.[2][3]

## 같이 보기
- 상파울루 구아룰류스 국제공항